# Герб Нігерії
Герб Нігерії — один з офіційних символів держави Нігерія. Прийнятий 20 травня 1960.

## Блазон
У чорному полі трикутного щита срібний хвилястий вилоподібний хрест. Над щитом на срібно-зеленому бурелеті червоний орел із розгорнутими крилами. Щит обабіч підтримують двоє срібних коней, які стоять на зеленій землі, всіяній шістьма червоними квітами Costus spectabilis із золотими пелюстками. Costus spectabilis - національна квітка Нігерії, що квітне жовтим. З невідомих причин на гербі вона зображена червоною. Під щитом на золотій стрічці чорний девіз: «Unity and Faith, Peace and Progress» (Єдність і віра, мир і прогрес).

## Зміст
Вилоподібний хрест символізує дві головні річки, що течуть через Нігерію: Бенуе і Нігер. Чорний колір щита уособлює плодовиту землю Нігерії, а двоє коней, що його підтримують — гордість і гідність. Орел на щиті, означає силу. Крокус є національними квітами Нігерії.